# Hodonín (district de Blansko)
Pour les articles homonymes, voir Hodonín (homonymes).
Hodonín (en allemand : Hodonin) est une commune du district de Blansko, dans la région de Moravie-du-Sud, en République tchèque. Sa population s'élevait à 115 habitants en 2020.

## Géographie
Hodonín se trouve à 8 km à l'ouest de Kunštát, à 23 km au nord-ouest de Blansko, à 37 km au nord-nord-ouest de Brno et à 156 km à l'est-sud-est de Prague.
La commune est limitée par Prosetín au nord-ouest, par Louka au nord-est, par Tasovice à l'est, par Černovice au sud et au sud-ouest.

## Histoire
Au cours de la Seconde Guerre mondiale, le (en) Camp de concentration d'Hodonin fut construit sur le territoire de la commune. On y enferma les membres de la population Roms ; 1300 prisonniers y furent internés et 207 moururent sur place.